# Aethomys stannarius
Aethomys stannarius — вид мишоподібних гризунів родини мишеві (Muridae). Вид поширений у Нігерії та Камеруні. Мешкає у субтропічних вологих саванах. Тіло сягає 130–171 мм завдовжки, хвіст — 142–191 мм, вага тіла — до 124 г.